# Eulophia tricristata
Eulophia tricristata är en orkidéart som beskrevs av Rudolf Schlechter. Eulophia tricristata ingår i släktet Eulophia och familjen orkidéer. Inga underarter finns listade i Catalogue of Life.